# Mother's Finest (album)
Mother's Finest è il primo album in studio del gruppo musicale statunitense omonimo, pubblicato nel novembre del 1972.

## Tracce
Lato A
1. Love is All I Need – 3:44
2. You Move Me – 4:01
3. You'll Like It Here – 4:35
4. Dear Sir and Mother Mann – 3:39
5. Feeling All Right – 4:32
6. It's What You Do with What You Got – 3:38
7. Love the One You're With – 3:19

## Musicisti
- Joyce Kennedy - voce
- Glenn Murdoch - percussioni
- Mike Keck - tastiera
- Jerry Seay - basso
- Mo Moore - chitarra
- Donny Vosburgh - batteria